# 撓群
在數學分支的群論中，撓群（torsion group）或週期群（periodic group）指的是所有元素的階都是有限的群；而此類群的指數，在存在的狀況下，指的是這個群的所有元素的階的最小公倍數。
像例如根據拉格朗日定理，所有的有限群都是週期群，且其指數是這個群的階的倍數。

## 無限群例子
無限週期群包括了有限域上的多項式環的加法群、以及有理數在整數上的商群，及其直和的被加群，也就是所謂的普吕弗群。另一個例子是所有二面體群的直和所構成的群。而上述的這些例子都不具有有限的生成元。
一個有限生成的無限週期群的實例由戈羅德（Golod）所建構，而他的結果是與沙法列维奇合作得到的，詳情可見戈羅德－沙法列维奇定理一文的說明；另一個例子則由Aleshin和Grigorchuk利用自動機理論建構。而上述的集合都有著無限大的指數；而一個指數有限的例子是由奥利尚斯基（Olshanskii）所建構的塔斯基怪獸群。

## 伯恩賽德問題
伯恩賽德問題是在只考慮有限生成群的狀況下，關於週期群以及有限群之間關係的經典問題，其敘述如次：有特定的指數就意味著有限嗎？而如前段所言，無限階的有限生成群的存在，代表對於任意的指數而言，這答案是否定的；然而盡管對於什麼樣的指數可以出現在無限階有限生成群中的問題已有更多了解，這問題依舊有尚未解決的部分。
對於諸如線性群等部分種類的群而言，伯恩賽德問題的答案是肯定的。

## 數理邏輯
週期群的一個有趣的性質是其定義不能以一階邏輯表述，而這是因為若要這樣做的話，就會需要以下的公設：
{\displaystyle \forall x,{\big (}(x=e)\lor (x\circ x=e)\lor ((x\circ x)\circ x=e)\lor \cdots {\big )}}
但這樣的公設包含了無限多個邏輯或因此是不可接受的：一階邏輯允許一個類的量化但不能得到這個類的子集的性質；此外要利用無限多個公設來規避無限多個邏輯或也是不可能的：緊緻性定理說明了沒有任何一階邏輯公式可以表達週期群的性質。

## 相關概念
交換群A的撓子群是包含A所有的有限階元素的子群。撓交換群是一個所有元素的階都有限的交換群；而無撓交換群則是一個只有單位元的階是有限的交換群。

## 註解
1. ↑  E. S. Golod, On nil-algebras and finitely approximable p-groups, Izv. Akad. Nauk SSSR Ser. Mat. 28 (1964) 273–276.
2. ↑   S. V. Aleshin, Finite automata and the Burnside problem for periodic groups, (Russian) Mat. Zametki 11 (1972), 319–328.
3. ↑  R. I. Grigorchuk,  On Burnside's problem on periodic groups, Functional Anal. Appl. 14 (1980), no. 1, 41–43.
4. ↑  A. Yu. Olshanskii, An infinite group with subgroups of prime orders, Math. USSR Izv. 16 (1981), 279–289; translation of Izvestia Akad. Nauk SSSR Ser. Matem. 44 (1980), 309–321
5. ↑  Ebbinghaus, H.-D.; Flum, J.; Thomas, W.  2. ed., 4. pr. New York [u.a.]: Springer. 1994: 50  [18 July 2012]. ISBN 978-0-387-94258-2. However, in first-order logic we may not form infinitely long disjunctions. Indeed, we shall later show that there is no set of first-order formulas whose models are precisely the periodic groups.

- R. I. Grigorchuk, Degrees of growth of finitely generated groups and the theory of invariant means., Izv. Akad. Nauk SSSR Ser. Mat. 48:5 (1984), 939–985 (Russian).